# Omar Farah Iltireh
Omar Farah Iltireh, né en 1933 à Ali Sabieh, est un homme politique du territoire français des Afars et des Issas (TFAI) devenu la république de Djibouti en 1977. Il meurt à Paris en France le 6 mai 2008.

## Carrière
Il commence sa carrière comme instituteur avant de se consacrer à la politique.
Au référendum sur l'indépendance en 1967, l'Union démocratique issa dirigée par Omar Farah Iltireh appelle à voter « oui », c'est-à-dire pour le maintien du territoire sous souveraineté française. En novembre 1968, Omar Farah est élu à l'Assemblée du TFAI sur la liste dirigée par Ali Aref Bourhan, puis est nommé ministre de la fonction publique dans le gouvernement local.
Il est élu à l'Assemblée nationale française en mars 1973, où il remplace Abdoulkader Moussa Ali pour la circonscription du Territoire français des Afars et des Issas. Obtenant 26 105 voix pour 35 230 suffrages exprimés, il bat Ibrahim Harbi Farah, frère du militant nationaliste Mahmoud Harbi, qui recueille 9 125 suffrages. Il représente le TFAI durant la Ve législature de 1973 à 1978. Il participe aux négociations de Paris en février 1977 sur l'indépendance du territoire. Malgré sa réalisation le 27 juin 1977, il ne termine son mandat qu'à la fin de la législature, en avril 1978.
Après l'indépendance, il est chargé d'affaires à l'ambassade de Djibouti à Addis Abeba et consul général à Dire-Dawa.

## Vie familiale
Son fils, Ahmed Omar Farah, épouse en 1975 Warmog Ahmed Abar, première femme du second président djiboutien Ismail Omar Guelleh. Il devient ambassadeur de Djibouti en France en 1989.